# Trine Pedersen
Trine Pedersen (* 30. September 1973) ist eine dänische Badmintonspielerin. 

## Karriere
Trine Pedersen wurde 1991 Junioren-Europameisterin. Ein Jahr später siegte sie bei den nationalen Junioren-Titelkämpfen in Dänemark, bei den Dutch Juniors sowie bei den Norwegian International. Bei den Uppsala International 1993 belegte sie Rang zwei, bei den Polish International 1993 Rang drei.

## Sportliche Erfolge
| Saison    | Veranstaltung                                    | Disziplin   | Platz | Name                                                 |
| --------- | ------------------------------------------------ | ----------- | ----- | ---------------------------------------------------- |
| 1991      | Junioren-Europameisterschaft                     | Damendoppel | 1     | Trine Pedersen / Mette Pedersen                      |
| 1991/1992 | Dänemark: Einzelmeisterschaften der Junioren U19 | Mixed       | 1     | Thomas Damgaard, Herning / Trine Pedersen, Nr. Broby |
| 1992      | Norwegian International                          | Damendoppel | 1     | Anne Mette Bille / Trine Pedersen                    |